# Crise du café en Allemagne de l'Est

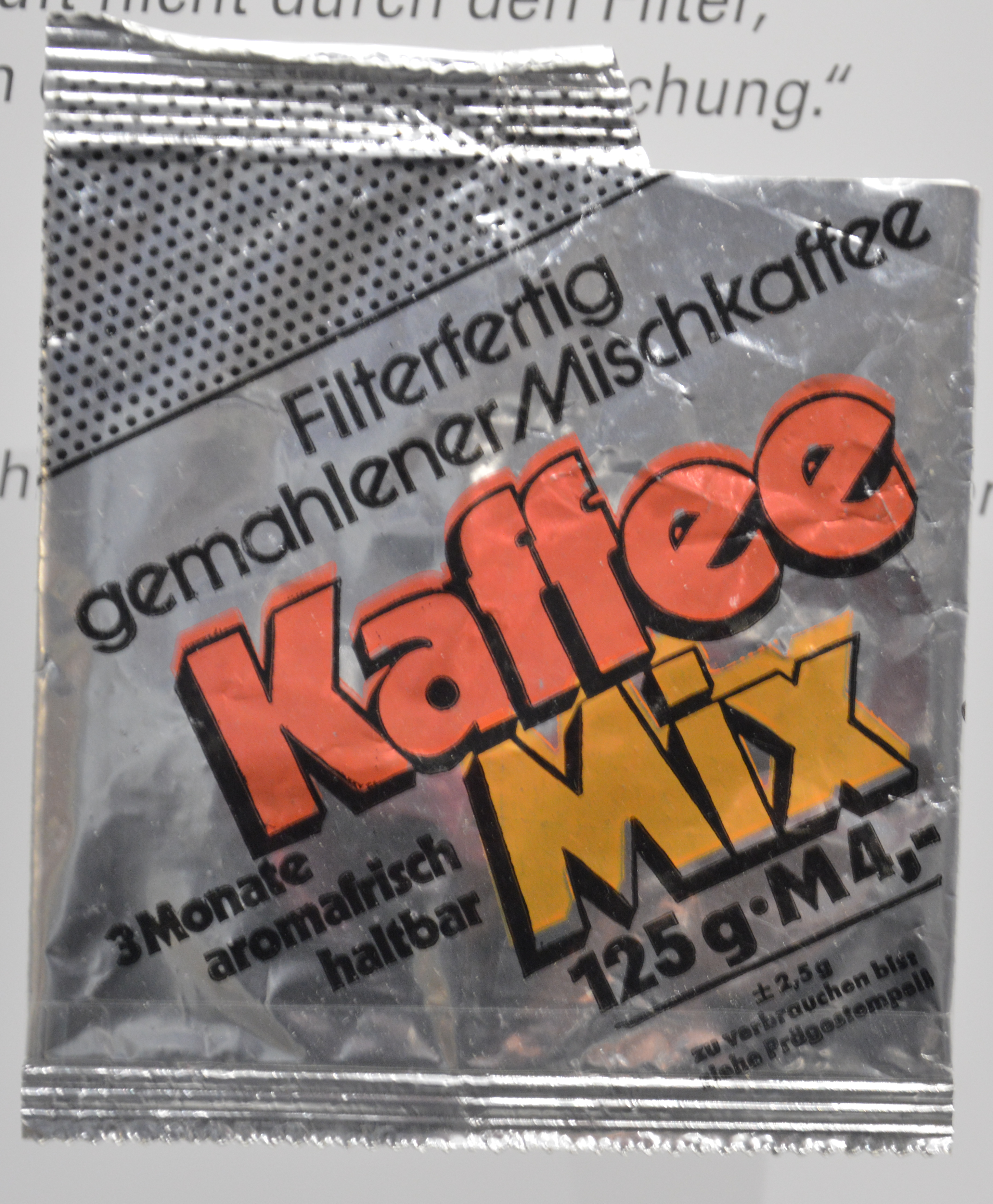
Mélange de café d'Allemagne de l'Est, composé de 51 % de café, produit en raison de la pénurie.

La crise du café en Allemagne de l'Est se réfère à la pénurie de café qui a eu lieu à la fin des années 1970 en République démocratique allemande.

## Situation
En 1977, l'Allemagne de l'Est a connu des difficultés à répondre à la demande de café, un produit à court d'approvisionnement dans les pays du bloc Est qui devait être acheté à l'aide du « Westgeld » (monnaie du bloc de l'Ouest), ou librement convertible en monnaie du bloc Ouest. La crise du café a indirectement conduit à des changements dans le marché mondial du café. La crise du café a aussi conduit à une réorientation de la politique étrangère est-allemande ainsi qu'un grand nombre de privations. En particulier, le gouvernement est-allemand s'est engagé dans le troc avec les pays du Tiers-Monde, exportant des armes et des camions en échange de café et d'énergie.

## Contexte
Dans la zone d'occupation d'Allemagne de l'Est, comme à peu près partout dans l'Europe après la seconde guerre mondiale, le café était en pénurie. Le premier café importé en Allemagne de l'Est provenait de l'URSS. Lorsque ces importations ont cessé en 1954, cela conduit à la première pénurie de masse et a intensifié les efforts pour acquérir des monnaies étrangères pour pouvoir acheter du café. La marque de café torréfié Röstfein commença la création de café en 1957. Arrivé aux années 1970, le café était l'une des dépenses les plus importantes des ménages est-allemands, même si l'envoi de cadeaux de la part d'amis et de famille venant de l'Ouest subvenait à environ 20% de la demande de café. Au début des années 1960, l'Allemagne de l'Est réussissait à subvenir aux premiers besoins de la population, cependant les produits de luxe et exotiques restaient en pénurie. Cela a mené à une augmentation de la demande des produits de luxe disponibles tels que les friandises, le tabac, l'alcool et le café (3,6 kg par an et par habitant) dans les années 1970. Les citoyens est-allemands dépensaient en moyenne 3,3 milliards de marks est-allemand en café par an, un montant comparable aux dépenses liées à l'ameublement, et le double du montant associé aux chaussures.

## La crise du café de 1977
La crise du café commença en 1976. Le prix du café augmenta de façon spectaculaire après de mauvaises récoltes au Brésil, forçant le gouvernement est-allemand à dépenser environ 700 millions de Deutsche Mark en café (environ 300 millions de dollars, équivalent à 1.21 milliard de dollars aujourd'hui), environ cinq fois plus que les 150 millions de Deutsche Mark attendus. Le Parti socialiste unifié d'Allemagne restreint l'importation de nourriture et de biens de luxe tout en essayant de garder un montant suffisant de monnaie étrangère pour pouvoir importer du pétrole. Cela s'est produit dans le contexte des crises de l'énergie de 1970, ce qui a eu pour effet que le Premier choc pétrolier de 1973 commença a affecter l'Allemagne de l'Est seulement au milieu des années 1970.
La suggestion de cesser la production de café, mise en avant par Alexander Schalck-Golodkowski, a pu être évitée après que Werner Lamberz, membre du Comité central, a encouragé le troc et la vente d'armement avec les pays du Tiers-Monde, comme l'Éthiopie. La variété de café « Kosta » la moins chère a été arrêtée, ne laissant que des variétés plus chères disponibles. D'autres alternatives ont été mises en vente comme le « Kaffee-Mix », un mélange 50/50 entre du café naturel et d'un ersatz de café, avec un rationnement non requis. Le Kaffee-Mix était appelé péjorativement « Erichs Krönung », une référence à Erich Honecker, le leader de l'Allemagne de l'Est et à la marque Jacobs Krönung d’Allemagne de l'Ouest. Le gouvernement d'Allemagne de l'Est se basait sur le fait qu'une grande partie de la population récupérait leur café par le biais de Westpakete envoyés par de la famille d'Allemagne de l'Ouest. Cela a augmenté la demande du cadeau de retour typique, le Christstollen, ce qui causa des problèmes à l'économie d'Allemagne de l'Est puisqu'une grande partie des ingrédients étaient essentiellement importé, comme les amandes et les raisins. La suggestion d'Alexander Schalck-Golodkowski de bannir l'envoi des christstollen fut un échec.
Les citoyens d'Allemagne de l'Est ont massivement rejeté le Kaffee-Mix et virent la pénurie de café comme une atteinte à un besoin nécessaire à leur vie quotidienne. Le mélange de café a aussi endommagé certaines machines a café puisque la mixture contenait des ingrédients de substitution tels que de la farine de pois, qui contient des protéines qui gonflent sous la chaleur et la pression, obstruant les filtres. Cela a mené a un grand nombre de plaintes, de réactions indignés et des manifestations. Même si le prix du café sur le marché international a baissé et s'est normalisé en 1978, les problèmes pour acquérir des monnaies étrangères perdurèrent jusque dans les années 1980 en Allemagne de l'Est, causant des pénuries aux dépens de l'image politique du pays. Il est estimé qu'entre 20-25% de la consommation du café en Allemagne de l'Est entre 1975 et 1977 arrivèrent de paquets d'Allemagne de l'Ouest. Le café a acquis une valeur symbolique de l'unité interne allemande, bien plus que son véritable rôle marchant.

## Les effets sur l'Allemagne de l'Ouest
En Allemagne de l'Ouest, le prix du café a augmenté en 1977 ce qui n'a pourtant mené à aucune pénurie, mais a fait adopter des variétés de café moins chères. Les marques de café comme Tchibo et plus tard Eduscho a commencé à s'orienter vers la vente additionnelle, vendant du café ainsi que d'autres produits non comestibles. Ces changements peuvent aussi être attribués à l'effet de la crise du café.

## L'influence de la production du café au Vietnam
L'Allemagne de l'Est et le Vietnam ont connu des relations particulièrement développées. La production de café au Vietnam a commencé en 1926 sous la colonisation française. En 1975, parallèlement à la crise du café en Allemagne de l'Est, la production de café Robusta débuta au Vietnam. Le plant Robusta pousse plus vite, contient plus de caféine, convient plus au climat des montagnes centrales Vietnamiennes et se prête mieux à la récolte mécanisée. Comparé à l'Arabica, le café Robusta est moins cher et de moins bonne qualité.
En 1980 et 1986, deux traités furent signés entre l'Allemagne de l'Est et le Vietnam, par lequel l'Allemagne de l'Est fournissait les équipements et les manières nécessaires à la production, augmentant l'aire de plantation de 600 ha à 8 600 ha, fournissant aussi des formations techniques pour les populations locales. En particulier, l'Allemagne de l'Est fournit des camions, des machines et des systèmes d'irrigation pour l'entreprise Kombinat Viet-Duc, et a aussi dépensé environ 20 millions de dollars en énergie hydraulique. L'Allemagne de l'Est a aussi construit des hôpitaux et des commerces pour les 10 000 citoyens qui ont dû être relocalisés à cause de la production de café. En échange de cet investissement, l'Allemagne de l'Est a perçu la moitié des récoltes de café pendant les 20 années suivantes. Cependant, la culture du café prend 8 ans entre la plantation et la récolte, qui est arrivée vers 1990.
Le Vietnam s'est établi rapidement après 1990 comme le deuxième plus grand producteur de café dans le monde après le Brésil, mettant une grande partie de la production de café africaine hors du marché. En particulier cela a aidé au ré-établissement des relations économiques entre les États-Unis et le Vietnam. Cette surproduction a mené à un crash du prix du café en 2001. En 2016, l'Allemagne reste la plus grande importatrice de café vietnamien.